# Horsbäck
Horsbäck (hårs-), by och egendom i Ekenäs stad.
Horsbäck är egentligen ett industriområde i Ekenäs, mot Karis. Området har fått namnet efter Horsbäck Gård, där det under flera år fanns kor, men nu har man övergått till hästar. Jordbruk har alltid funnits där.